# Улица Николая Злобина
Улица Никола́я Зло́бина — улица в Зеленоградском административном округе города Москвы, на территории района Матушкино. Начинается и заканчивается на пересечениях с проспектом Генерала Алексеева, проходит полукругом вокруг основной части 1-го микрорайона

## Происхождение названия
Названа в честь Николая Анатольевича Злобина, советского строителя, дважды Героя Социалистического Труда, принявшего активное участие в строительстве первых микрорайонов Зеленограда. В начале улицы, в месте пересечения с проспектом Генерала Алексеева и площадью Юности установлен памятный знак «Первостроителям Зеленограда».

## Описание
Движение двустороннее, однополосное в обоих направлениях.

## Транспорт
По улице не проходят маршруты наземного транспорта.